# Westridge
Westridge – wieś w Anglii, na wyspie Wight. Leży 11 km na wschód od miasta Newport i 114 km na południowy zachód od Londynu.